# Айяла, Луис (теннисист)
Луис Альберто Айяла (исп. Luis Alberto Ayala; 18 сентября 1932, Сантьяго — 4 сентября 2024, Хьюстон) — чилийский теннисист и теннисный тренер, профессионал с 1961 года.
- Пятая ракетка мира в 1958 году
- Победитель чемпионата Франции 1956 года в смешанном парном разряде
- Двукратный финалист чемпионата Франции (1958, 1960) в одиночном разряде
- Чемпион (1959) и бронзовый призёр (1955) Панамериканских игр
- Капитан сборной Чили в финале Кубка Дэвиса 1976 года

## Спортивная карьера
Луис Айяла, родившийся в Сантьяго в 1932 году, не сразу добился известности в теннисном мире. Он дебютировал на Уимблдонском турнире в 1952 году, но проиграл во втором круге в одиночном и в первом круге в парном разряде. На чемпионате Франции и чемпионате США того же года он дошёл до третьего круга. В том же году он впервые вышел на корт в составе сборной Чили в Кубке Дэвиса, принеся команде два очка в победном матче против австрийцев и уступив во всех трёх встречах шведам.
Следующие несколько лет Айяла провёл на кортах Америки, вернувшись в Европу в 1955 году. В этот год он дошёл до четвёртого круга как в Париже, так и в Лондоне, а на национальном чемпионате Чили одержал победу, одержав в финале победу над сильным шведом Свеном Давидсоном. В 1955 году Айяла выиграл также международные турниры в Антверпене и Аргентине, а ещё в ряде турниров дошёл до финала — в том числе на чемпионате Франции в смешанном парном разряде, где с ним играла представлявшая Австралию Дженни Стейли. В 1956 году Айяла стал первым чилийцем, победившим на чемпионате Франции — титул был завоёван также в миксте, где на сей раз его партнёршей была маститая австралийка Тельма Койн-Лонг. В 1957 году Айяла добрался до финала чемпионата Франции в миксте в третий раз подряд (теперь с немкой Эддой Будинг), но, как и в 1955 году, проиграл. На Уимблдонском турнире с Тельмой Койн-Лонг он дошёл до полуфинала, обыграв в четвёртом круге посеянных первыми Луизу Бро и Вика Сейксаса.
Новых высот Айяла достиг в 1958 году, когда вышел в финал чемпионата Франции в одиночном разряде. По пути в финал он победил таких соперников, как Никола Пьетранджели и Эшли Купер (последний к тому моменту выступал в ранге первой ракетки мира), но в финале не смог противостоять австралийцу Мервину Роузу, проиграв со счётом 3-6, 4-6, 4-6. Роузу Айяла проиграл и в полуфинале чемпионата Италии — ещё одного престижного грунтового турнира, а также в Стамбуле и на чемпионате Карибского бассейна. В Дюссельдорфе его остановил в финале Купер. Тем не менее выступления чилийца были достаточно успешными, чтобы обеспечить ему пятое место в десятке сильнейщих теннисистов мира, традиционно составляемой в конце года обозревателями газеты Daily Telegraph. На следующий год Айяла, дошедший до четвертьфинала на Уимблдоне и чемпионате США, победивший на чемпионате Италии лучшего игрока мира этого сезона Нила Фрейзера, а также выигравший чемпионат Швеции в Бостаде и теннисный турнир Панамериканских игр, занял в этом рейтинге шестое место.
Во второй раз в карьере Луис Айяла дошёл до финала чемпионата Франции в 1960 году, уже возглавляя группу сеяных игроков. По ходу он взял верх над ведущим испанским игроком Мануэлем Сантаной, но в финале ему снова противостоял Пьетранджели, сумевший одержать победу в пятисетовом поединке. В этом сезоне Айяла также стал финалистом чемпионата Италии, четвертьфиналистом Уимблдонского турнира и снова выиграл чемпионат Швеции, закончив год на седьмом месте в рейтинге Daily Telegraph. Эту же позицию он занял и по итогам 1961 года, после чего перешёл в профессионалы.
В 1968 году Айяла, возраст которого к тому моменту приближался к 36 годам, стал участником первого турнира в истории теннисной Открытой эры — Чемпионата Англии на твёрдых кортах в Борнмуте. Он также вернулся на корты турниров Большого шлема, в третьем круге Открытого чемпионата США 1969 года проиграв будущему финалисту Тони Рочу. В состав сборной Чили в Кубке Дэвиса Айяла уже не вернулся, но его 37 побед в 18 матчах, в том числе 27 побед в одиночном разряде, остаются рекордом сборной Чили до настоящего времени. Позже Айяла занял пост неиграющего капитана сборной Чили в Кубке Дэвиса и в 1976 году вывел её из отборочной Американской зоны в финальный матч за главный приз турнира.

### Смерть
Умер 4 сентября 2024 года в Хьюстоне, штат Техас, США, в возрасте 91 года.

## Финалы турниров Большого шлема за карьеру

### Одиночный разряд (0+2)
Поражения (2)
| Год  | Турнир                | Покрытие | Соперник в финале   | Счёт в финале           |
| ---- | --------------------- | -------- | ------------------- | ----------------------- |
| 1958 | Чемпионат Франции     | Грунт    | Мервин Роуз         | 3-6, 4-6, 4-6           |
| 1960 | Чемпионат Франции (2) | Грунт    | Никола Пьетранджели | 6-3, 3-6, 4-6, 6-4, 3-6 |

### Смешанный парный разряд (1+2)
| Результат | Год  | Турнир                | Покрытие | Партнёрша        | Соперники в финале        | Счёт в финале |
| --------- | ---- | --------------------- | -------- | ---------------- | ------------------------- | ------------- |
| Поражение | 1955 | Чемпионат Франции     | Грунт    | Дженни Стейли    | Дарлин Хард Гордон Форбс  | 7-5, 1-6, 2-6 |
| Победа    | 1956 | Чемпионат Франции     | Грунт    | Тельма Койн-Лонг | Дорис Харт Боб Хоу        | 4-6, 6-4, 6-1 |
| Поражение | 1957 | Чемпионат Франции (2) | Грунт    | Эдда Будинг      | Вера Пужеёва Иржи Яворски | 3-6, 4-6      |